# Peñarroya-Pueblonuevo (Gerichtsbezirk)
Der Gerichtsbezirk Peñarroya-Pueblonuevo ist einer der zwölf Gerichtsbezirke in der spanischen Provinz Córdoba.
Der Bezirk umfasst 11 Gemeinden auf einer Fläche von 2.692,78 km² mit dem Hauptquartier in Peñarroya-Pueblonuevo.

## Gemeinden
| Gemeinde                             | Einwohner (2024) | Fläche km² | Dichte Einw./km² | Cod INE | Postleitzahl |
| ------------------------------------ | ---------------- | ---------- | ---------------- | ------- | ------------ |
| Belalcázar                           | 3.099            | 355,99     | 9                | 14008   | 14280        |
| Belmez                               | 2.818            | 207,39     | 14               | 14009   | 14240        |
| Los Blázquez                         | 635              | 102,75     | 6                | 14011   | 14208        |
| Espiel                               | 2.341            | 437,26     | 5                | 14026   | 14220        |
| Fuente la Lancha                     | 339              | 7,83       | 43               | 14028   | 14260        |
| Fuente Obejuna                       | 4.346            | 591,44     | 7                | 14029   | 14290        |
| La Granjuela                         | 414              | 56,15      | 7                | 14032   | 14207        |
| Hinojosa del Duque                   | 6.563            | 531,47     | 12               | 14035   | 14270        |
| Peñarroya-Pueblonuevo                | 10.289           | 64,88      | 159              | 14052   | 14200        |
| Valsequillo                          | 362              | 121,82     | 3                | 14064   | 14206        |
| Villanueva del Rey                   | 1.014            | 215,80     | 5                | 14071   | 14230        |
| Gerichtsbezirk Peñarroya-Pueblonuevo | 32.220           | 2.692,78   | 12               | –       | –            |